# اس‌ام یو-۱۵۴
اس‌ام یو-۱۵۴ (به انگلیسی: SM U-154) یک زیردریایی بود که طول آن ۶۵ متر (۲۱۳ فوت) بود. این زیردریایی در سال ۱۹۱۷ ساخته شد.